# Тайфун (космический аппарат)
Тайфун — серия калибровочных космических аппаратов, предназначенных для юстировки, калибровки и паспортизации специальных комплексов наземного и космического базирования Министерства обороны СССР. Относятся ко второму поколению котировочных и калибровочных космических средств.
Разрабатывались начале 70-х годов КБ «Южное» в соответствии с правительственным заданием (постановление правительства № 771 от 20 октября 1971 года). В составе комплекса «Тайфун» были созданы две модификации унифицированных космических платформ «Тайфун-1» и «Тайфун-2», на базе которых разработаны и введены в эксплуатацию шесть типов специализированных КА. Унификация КА охватывала бортовой обеспечивающий комплекс и узлы конструкции КА, а также отдельные составные части бортовых специальных комплексов. Эти платформы, так же, как и АУОС, относились к классу КАМ-1.

## Разработка
Юстировочные и калибровочные космические аппараты создавались для решения военно-прикладных задач отработки, юстировки, калибровки и паспортизации специальных комплексов наземного и космического базирования Министерства обороны СССР. К ним относятся КА типа ДС-П1, «Тюльпан», «Тайфун-1», «Тайфун-2», «Дуга-К», «Кольцо». Всего было создано порядка 138 спутников.
Еще в начале 1969 года, чтобы удовлетворить возросшие возможности войск ПВО в части обеспечения юстировки и испытаний новых средств, по заданию правительства КБ «Южное» приступило к разработке второго поколения космических юстировочно-испытательных средств — ракетно-космического комплекса «Тайфун».
1 октября 1971 года принято постановление ЦК КПСС и Совета Министров СССР о начале разработки спутников типа «Тайфун» и «Тайфун-2».
В 1972 г. КБ «Южное» в кооперации с рядом промышленных организаций и научно-исследовательским управлением Министерства обороны СССР был разработан эскизный проект
Летные испытания КА комплекса «Тайфун-1» начались 18 июня 1974 года.
В 1978 году ракетно-космический комплекс «Тайфун-1» с аппаратами «Тайфун-1А» и «Тайфун-1В» был принят на вооружение Советской Армии. Всего выведено на орбиту 25 КА обеих комплектаций. Все аппараты запущены с космодрома Плесецк.
Министерством обороны СССР были утверждены тактико-технические требования на создание космических аппаратов «Тайфун» трех классов:
юстировочных — для метрологического контроля функционирования и определения точностных характеристик РЛС; калибровочных — для высокоточных измерений энергетического потенциала, калибровки каналов и оценки разрешающей способности станций, а также получения данных для уточнения параметров верхней атмосферы в интересах решения прикладных баллистических задач; многоэлементных — для имитации сложных баллистических целей в реальных боевых порядках.
Конструкторами КБ «Южное» в составе комплекса «Тайфун» были созданы две модификации унифицированных космических платформ «Тайфун-1» и «Тайфун-2», на базе которых разработаны и введены в эксплуатацию шесть типов специализированных КА.

## Характеристики и особенности
Неориентированный космический аппарат класса «Тайфун-1» конструктивно состоит из двух основных узлов — сферического каркаса с расположенными на его поверхности солнечными батареями, антеннами обеспечивающей и специальной аппаратуры и размещенного внутри каркаса герметичного цилиндрического контейнера, в котором располагаются фермы с обеспечивающей и специальной аппаратурой. Унифицированная конструкция КА позволяла легко переходить от одной комплектации к другой посредством замены фермы специальной аппаратуры и установки антенн этой аппаратуры на унифицированные посадочные места на каркасе. Имеющиеся на поверхности каркаса люки с крышками обеспечивали доступ к местам обслуживания. Особенностью каркаса является разработанная оригинальная конструкция винтовых замков для быстрого соединения двух половин каркаса. Особенностью антенно-фидерного устройства командно-программнотраекторной радиолинии является подъём и складывание четвертьволновых двухчастотных вибраторов по командам при отработке полетной программы.
Опыт эксплуатации КА «Тайфун-1» обусловил необходимость создания КА в виде радиолокационного пассивного отражателя, обладающего высокой однородностью и малым уровнем флуктуации отраженного сигнала.

## Модификации

### Тайфун-1 («Вектор», 11Ф633)
Первый аппарат серии Тайфун-1 был запущен 8 февраля 1974 года с помощью РН Космос-3М (53714-165) со стартового комплекса 132/2, космодрома Плесецк под кодовым названием Космос-660 (NSSDC ID 1974-044A).
Постановлением правительства № 729 от 28 августа 1978 года ракетно-космический комплекс «Тайфун-1» с аппаратами «Тайфун-1А» и «Тайфун-1В» был принят на вооружение Советской Армии.
Всего выведено на орбиту 25 КА обеих комплектаций. Все аппараты запущены с космодрома Плесецк.

#### Тайфун-1Б («Юг», 17Ф31, БСЛ (Большой Спутник Лысый, из-за полного отсутствия выступающих частей над сферой спутника)
Разработанный в 1978—1979 годах КА «Тайфун-1Б» позволил определять и контролировать энергетический потенциал радиолокационного канала без использования в составе КА специальной аппаратуры. КА имел сферическую форму, выдержанную с высокой точностью. В 1983 году КА «Тайфун-1Б» был принят на вооружение Советской Армии и был введен в состав космического комплекса «Тайфун-1». Всего с 1979 по 1996 гг. было запущено 14 аппаратов «Тайфун-1Б»/«Юг».
КА этой модификации запускались со всех трех космодромов СССР: Плесецка, Капустина Яра и Байконура.
28 января 2005 года сошел с орбиты и сгорел в плотных слоях атмосферы последний из выведенных в 1970-90-х годах советских/российских калибровочных КА типа «Тайфун-1Б» — КА «Космос-2332» («Тайфун-1Б»/«Юг»), запущенный 24 апреля 1996 года.

### Тайфун-2 (11Ф634 по классификации ГУКОС)
Разработка специализированных КА на базе второй модификации унифицированной платформы «Тайфун-2», шла параллельно с разработкой и отработкой КА «Тайфун-1».
Эта платформа была оснащена трехосной магнитно-гравитационной гироскопической системой ориентации в орбитальной системе координат с высокой точностью, что обеспечивало условия для выполнения требований по созданию многоэлементной модели цели. На базе унифицированной платформы «Тайфун-2» были разработаны три КА с различными комплектациями аппаратуры специального назначения — «Тайфун-2А», «Тайфун-2Б», «Тайфун-2В». Летные испытания КА комплекса «Тайфун-2» начались в апреле 1976 года. В 1981 году ракетно-космический комплекс «Тайфун-2» был принят на вооружение Советской Армии. С начала летных испытаний на орбиты выведено 25 КА «Тайфун-2». Все запуски осуществлены с космодрома Плесецк.

## Экспериментальные модификации КА Тайфун

### Тайфун-3
Разработка космического аппарата «Тайфун-3» была поручена КБ «Южное» постановлением правительства № 1265—336 от 25 декабря 1984 года.
Этот космический аппарат был задуман как модификация базовой унифицированной платформы, на основе которой создавались КА типа «Тайфун-2», АУОС-3 и др. В результате было предложено оснащение базовой платформы КА спецаппаратурой для решения конкретных целевых задач средств систем противовоздушной (ПВО), противоракетной (ПРО) и противокосмической (ПКО) обороны. По своим характеристикам и возможностям аппарат удовлетворял требованиям выведения его на орбиту ракетой-носителем «Циклон», был оснащен имитаторами одиночных многоэлементных целей различного геометрического исполнения (шар, конус, цилиндр), оснащался специальной системой отделения указанных элементов с различными скоростями и системой замера этих скоростей. Была разработана конструкторская документация и практически завершена наземная экспериментальная отработка.
Однако дальнейшего продолжения тема не получила в связи с отказом заказчика (с целью экономии средств было принято решение заменить юстировку с помощью космических средств на использование только наземной юстировки).

## Космические аппараты на базе Тайфун

### Дуга-К (17Ф114)
Постановлением правительства № 473 от 31 февраля(?) 1982 года начата разработка экспериментального КА «Дуга-К» (создан на базе платформы «Тайфун-1»). Для работы с КА «Дуга-К» при орбитальном полете использовались средства автоматизированного комплекса управления КА «Тайфун-1» и «Тайфун-2» со специальным математическим обеспечением, доработанным с учетом специфики КА «Дуга-К». В ходе проведения летных испытаний два КА были выведены на расчетные орбиты с космодрома Плесецк.

### Кольцо (КА) (17Ф115 по классификации ГУКОС)
Разработка космического аппарата «Кольцо» начата по постановлению правительства № 8 от 31 мая 1985 года. КА «Кольцо» являлся дальнейшим развитием идей целевого применения технических решений, заложенных в КА «Тайфун-2», и был предназначен для отработки наземных средств системы ПВО г. Москвы. Была реализована полная программа летных испытаний КА. Всего было выведено на орбиту три КА «Кольцо».